# Ternana Calcio 1978-1979
Questa voce raccoglie le informazioni riguardanti la Ternana Calcio nelle competizioni ufficiali della stagione 1978-1979.

## Rosa
| N. |                   | Ruolo | Calciatore       |
| -- | ----------------- | ----- | ---------------- |
| -  | Italia (bandiera) | A     | Tiziano Ascagni  |
| -  | Italia (bandiera) | A     | Giovanni Asnicar |
| -  | Italia (bandiera) | C     | Pietro Biagini   |
| -  | Italia (bandiera) | D     | Gilberto Bonini  |
| -  | Italia (bandiera) | C     | Franco Caccia    |
| -  | Italia (bandiera) | C     | Roberto Casone   |
| -  | Italia (bandiera) | D     | Maurizio Codogno |
| -  | Italia (bandiera) | C     | Vito De Lorentis |
| -  | Italia (bandiera) | A     | Gianni De Rosa   |

| N. |                   | Ruolo | Calciatore           |
| -- | ----------------- | ----- | -------------------- |
| -  | Italia (bandiera) | D     | Silvano Gelli        |
| -  | Italia (bandiera) | C     | Riccardo Martelli    |
| -  | Italia (bandiera) | P     | Poerio Mascella      |
| -  | Italia (bandiera) | C     | Andrea Mitri         |
| -  | Italia (bandiera) | P     | Giulio Nuciari       |
| -  | Italia (bandiera) | A     | Sileno Passalacqua   |
| -  | Italia (bandiera) | D     | Gabriele Ratti       |
| -  | Italia (bandiera) | A     | Maurizio Schincaglia |
| -  | Italia (bandiera) | D     | Piero Volpi          |

## Risultati

### Campionato

#### Girone di andata
| 24 settembre 1978 1ª giornata | Ternana | 2 – 2 | Palermo |  |

| 1º ottobre 1978 2ª giornata | Taranto | 1 – 1 | Ternana |  |

| 8 ottobre 1978 3ª giornata | Ternana | 4 – 1 | Genoa |  |

| 15 ottobre 1978 4ª giornata | Brescia | 1 – 0 | Ternana |  |

| 22 ottobre 1978 5ª giornata | Ternana | 0 – 1 | Varese |  |

| 29 ottobre 1978 6ª giornata | Pescara | 2 – 1 | Ternana |  |

| 5 novembre 1978 7ª giornata | Ternana | 1 – 0 | Nocerina |  |

| 12 novembre 1978 8ª giornata | Monza | 0 – 0 | Ternana |  |

| 19 novembre 1978 9ª giornata | Ternana | 1 – 0 | Rimini |  |

| 26 novembre 1978 10ª giornata | Pistoiese | 2 – 0 | Ternana |  |

| 3 dicembre 1978 11ª giornata | Ternana | 0 – 1 | Udinese |  |

| 10 dicembre 1978 12ª giornata | Ternana | 0 – 0 | Cesena |  |

| 17 dicembre 1978 13ª giornata | Lecce | 0 – 0 | Ternana |  |

| 7 gennaio 1979 14ª giornata | Cagliari | 2 – 0 | Ternana |  |

| 14 gennaio 1979 15ª giornata | Ternana | 0 – 0 | Sambenedettese |  |

| 21 gennaio 1979 16ª giornata | SPAL | 1 – 1 | Ternana |  |

| 28 gennaio 1979 17ª giornata | Ternana | 2 – 2 | Bari |  |

| 4 febbraio 1979 18ª giornata | Foggia | 1 – 1 | Ternana |  |

| 11 febbraio 1979 19ª giornata | Ternana | 2 – 1 | Sampdoria |  |

#### Girone di ritorno
| 18 febbraio 1979 20ª giornata | Palermo | 3 – 1 | Ternana |  |

| 25 febbraio 1979 21ª giornata | Ternana | 1 – 1 | Taranto |  |

| 4 marzo 1979 22ª giornata | Genoa | 0 – 1 | Ternana |  |

| 11 marzo 1979 23ª giornata | Ternana | 0 – 0 | Brescia |  |

| 18 marzo 1979 24ª giornata | Varese | 1 – 0 | Ternana |  |

| 25 marzo 1979 25ª giornata | Ternana | 0 – 0 | Pescara |  |

| 1º aprile 1979 26ª giornata | Nocerina | 1 – 1 | Ternana |  |

| 8 aprile 1979 27ª giornata | Ternana | 3 – 1 | Monza |  |

| 14 aprile 1979 28ª giornata | Rimini | 1 – 2 | Ternana |  |

| 22 aprile 1979 29ª giornata | Ternana | 1 – 1 | Pistoiese |  |

| 29 aprile 1979 30ª giornata | Udinese | 4 – 0 | Ternana |  |

| 6 maggio 1979 31ª giornata | Cesena | 2 – 0 | Ternana |  |

| 13 maggio 1979 32ª giornata | Ternana | 1 – 0 | Lecce |  |

| 20 maggio 1979 33ª giornata | Ternana | 1 – 1 | Cagliari |  |

| 27 maggio 1979 34ª giornata | Sambenedettese | 0 – 0 | Ternana |  |

| 3 giugno 1979 35ª giornata | Ternana | 1 – 1 | SPAL |  |

| 10 giugno 1979 36ª giornata | Bari | 0 – 0 | Ternana |  |

| 17 giugno 1979 37ª giornata | Ternana | 1 – 1 | Foggia |  |

| 24 giugno 1979 38ª giornata | Sampdoria | 3 – 3 | Ternana |  |